# KAGETORA (プロレスラー)
Kagetora（カゲトラ、1982年4月21日 - ）は、日本の男性プロレスラー。本名：橋本 史之（はしもと ふみゆき）。東京都江東区出身。DRAGON GATE所属。血液型O型。

## 経歴

### SUWAシート
闘龍門の9期生として入門して2002年5月11日にデビュー。当時、闘龍門JAPANで活動していたSUWAのミニ版として活躍。日本でのスターレスラーのミニ版の先駆けと呼ばれて本物とうり二つのファイトとカメラアピールを強調してグループ内でも際立った存在であった。スモール"ダンディ"フジ（現：沖本摩幸）、ミニCIMA（現：SUGI）、TARUシート（引退）とミニC-MAXを結成する。

### 景虎
コモ・レオパルドとしてエステ・ハグアル（現:南野武）とタッグを組み、みちのくプロレスに参戦。
2004年、景虎としてみちのくプロレス所属レスラーとしてデビュー。口周辺だけが隠れた、武者の頬当をイメージしたマスクが特徴だった（後に雑誌で「呼吸がしづらくてあれは失敗だった」と語っている）。
2005年、Gammaが結成したヒールユニット「STONED」に加入する。Gamma離脱後はSTONEDの主格的存在となっている。最近ではマスクを取っている。
2006年10月、STONEDから離脱させられて長期欠場へ。
2007年、ラッセとタッグ結成して東北タッグ王座を戴冠すると、8月にはプロレスサミットにて大阪プロレスタッグ王者だった秀吉&政宗とのダブルタイトルマッチが実現。見事勝利を収め2冠となった。

### KAGETORA
2006年、プロレスリングElDoradoのプレ旗揚げ戦に登場。旗揚げ戦よりKAGETORAとなった。景虎との違いは特に無く、みちのくプロレス以外の他団体への参戦はElDorado所属選手のKAGETORAとなっている。
大鷲透との一騎討ち、STONEDと悪冠一色とユニット対抗戦などを行っていた。10月、菅原拓也がSTONEDを乗っ取りKAGETORAを退かした後、ケガのため長期欠場する。復帰後、正規軍となり、大鷲透が率いるユニット「猛獣惑星」にチーム加入。
2008年3月、飯伏幸太と組んでUWA世界タッグ王座に挑戦。王者のNOSAWA論外&MAZADAを破り戴冠。12月、ElDoradoが解散。
2009年1月、DRAGON GATEのワンナイトーナメント「BATTLE OF TOKYO 2009」に初出場で初優勝を飾り、吉野正人の持つオープン・ザ・ブレイブゲート王座時期挑戦権を獲得（ブレイブゲートの挑戦資格は体重82キロ以下であったが、吉野の確認ミスのためそのまま行われることとなった。）。同時にユニット「REAL HAZARD」入りを発表してDRAGON GATE専属となった。2月12日、オープン・ザ・ブレイブゲート選手権試合は異例の体重オーバーでの挑戦となったが、吉野に敗北。3月1日、REAL HAZARDでの自身の扱いに我慢できずに、REAL HAZARDを脱退して欠場中だったCIMAが姿を現してGamma、横須賀享の4人で新ユニット「WARRIORS-5」を結成。4月15日、CIMA、Gammaをパートナーにオープン・ザ・トライアングル・ゲート王座に挑戦して勝利して王座を獲得。
2010年1月16日、WARRIORS-5を離脱して「信頼できる」菅原拓也のいるREAL HAZARDに再加入。2月 REAL HAZARDから追放される。同月、ユニット「KAMIKAZE」に迎え入れられる。
2011年4月、みちのくプロレス新木場大会にて数年振りに参戦してユニット「九龍」入りする（KAGETORAとして初参戦）。その後、九龍は解散。それ以降、みちのくプロレスには参戦していなかったのだが2013年、野橋太郎デビュー10周年記念大会に参戦。

### ジミー・カゲトラ
ジミーズ結成を機にジミー・カゲトラにリングネームを変更。ただし、他団体参戦の際はKAGETORAのままである。2011年12月1日、ツインゲート王者を決める試合に横須賀享と組み出場。戸澤陽とB×Bハルクと戦うも横須賀が戸澤に敗北してリングネームをジミー・カゲトラに改名させられた。
2017年3月20日、オープン・ザ・ブレイブゲート王座を獲得。

### Kagetora
2017年10月5日、ジミーズ解散により、リングネームをKagetoraに改名。
12月23日、福岡国際センター大会で神田裕之に敗れブレイブゲート王座から陥落。
2018年5月6日、TRIBE VANGUARDに加入。
6月10日、マリアをパートナーにビッグBenの持つツインゲート王座に挑戦するも獲得ならず。
9月9日、マリアとU-Tとのトリオでトライアングルゲート王座に挑むも獲得ならず。

## 得意技

### フィニッシュ・ホールド
車懸
背中合わせになっている相手の左腕を自身の腰付近に引っ掛け、相手の右腕を自身の左腕でクラッチする。そこから横方向に相手を持ち上げてマットに後頭部から叩きつけ、そのままエビで固めてフォールする。現在の主なフィニッシャー。
車懸・改
コブラツイストの体勢から自身が勢いよく後方へ回転することで相手を頭部からマットに叩きつける高速グラウンドコブラツイスト。2018年頃に使用されていたが現在は全く使用されていない。
一騎当千
ファイヤーマンズキャリーの体勢で相手を担いでから変形エメラルドフロウジョンの形で相手をマットに落とす技。kagetoraの代名詞的技のひとつ。
乾坤一擲（けんこんいってき）
ファイヤーマンズキャリーの体勢で相手を担いでからファイヤーサンダーで相手の頭部からマットに落とす技。現在は全く使用されていない。
毘天八艘（びてんはっそう）
スターダストプレス。

### その他得意技
影縫
走り込んできた相手の右足と頭部を抱え込むようにクラッチしてそのまま固めてフォールを奪う丸め込み技。最終的にはフィッシャーマン・スープレックス・ホールドのような形で押さえ込む。数々の大一番でkagetoraを逆転勝利に導いた切り札。
アッパーカット
膝立ちの相手の顎付近を掌で殴り飛ばす。フィニッシャーになることもある。
ツトム・オースギのヒノハカマと同型。
半月
薙手
トラース・キック
延髄斬り
変形みちのくドライバー
ダイビング・ エルボードロップ
張り手
エルボー
逆水平チョップ
低空式ドロップキック
フライングラリアット

## 入場曲
- 初代 : 鳳凰（六三四Musashi）
- 2代目 : STRIKE STILL ROUNDER（YO-HEI）

## タイトル歴
みちのくプロレス
- 東北ジュニアヘビー級王座
- 東北タッグ王座
- 鉄人優勝
- みちのくふたり旅優勝

大阪プロレス
- 大阪プロレスタッグ王座

プロレスリングElDorado
- UWA世界タッグ王座

DRAGON GATE
- オープン・ザ・ブレイブゲート王座
- オープン・ザ・ツインゲート王座
- オープン・ザ・トライアングルゲート王座
- BATTLE OF TOKYO 2009優勝
- KING OF チョップ!!優勝
- Summer Adventure Tag League優勝

ZERO1
- NWAインターナショナルライトタッグ王座

闘龍門X
- ヤマハカップ優勝

## エピソード
- ユニット「STONED」結成後に慣れないせいかマイクアピールで「ストーンズ」と呼ぶことが多々あった。
- ユニット「WARRIORS-5」加入後からCIMAからKAGETORA一丁目と呼ばれるようになった。特に深い意味はないとのこと。最近は選手コールも「KAGETORA一丁目（「目」はコールされず「いっちょう」になる）」になり、「一丁目」という自筆がプリントされたTシャツまで製作されている。
- 2009年7月8日に新木場1stRINGで開催したWARRIORS-5自主興行では大会名にまでなった。
- 望月成晃と同じ小学校の出身。
- 憧れていたレスラーは堀口元気。闘龍門入門前に対面し話しかけた際、なぜか堀口からコンドームを貰った。
- 2020年に開催された闘龍門興行にはSUWAシートとして出場。この日の為に髪型をSUWAと同じ丸刈りにして登場した。